# Pełcz (jezioro)
Pełcz – jezioro rynnowe w Polsce, położone w województwie zachodniopomorskim, w powiecie choszczeńskim, w gminie Pełczyce, na Pojezierzu Choszczeńskim.
Akwen leży na południe od Pełczyc. Główne miejscowości nad jeziorem to Pełczyce i Krzynki. Najwęższe miejsce jest w okolicach Ługowa, najszersze w Krzynkach.